# Alberto Larraguibel
Alberto Larraguibel Morales, 1919-1995, chilensk kapten för karabinjärerna. Han hade en medfödd talang för hästridning som utvecklades steg för steg under början av 1900-talet. 1945 var hans häst, Huaso i hård konkurrens med hästen Chileno, om vem som skulle slå världsrekordet i hästhoppning. 1949 var det så dags för den slutgiltiga uppgörelsen hästarna emellan, en kamp som Huaso med kapten Larraguibel i spetsen vann, med en hopphöjd på 2,47 m. Detta världsrekord gäller fortfarande.
- Wikimedia Commons har media som rör Alberto Larraguibel.